# Лодай (Огайо)
Лодай (англ. Lodi) — селище (англ. village) в США, в окрузі Медіна штату Огайо. Населення — 2746 осіб (2010).

## Географія
Лодай розташований за координатами 41°2′20″ пн. ш. 82°0′35″ зх. д. / 41.03889° пн. ш. 82.00972° зх. д. (41.038973, -82.009776).  За даними Бюро перепису населення США в 2010 році селище мало площу 5,84 км², з яких 5,82 км² — суходіл та 0,02 км² — водойми.

## Демографія
Згідно з переписом 2010 року, у селищі мешкало 2746 осіб у 1178 домогосподарствах у складі 726 родин. Густота населення становила 470 осіб/км².  Було 1370 помешкань (235/км²).
Расовий склад населення:
| - 98,1 % — білих - 0,4 % — чорних або афроамериканців - 0,2 % — азіатів - 0,1 % — корінних американців |

До двох чи більше рас належало 1,0 %. Частка іспаномовних становила 1,1 % від усіх жителів.
За віковим діапазоном населення розподілялося таким чином: 22,0 % — особи молодші 18 років, 61,0 % — особи у віці 18—64 років, 17,0 % — особи у віці 65 років та старші. Медіана віку мешканця становила 41,6 року. На 100 осіб жіночої статі у селищі припадало 92,4 чоловіків;  на 100 жінок у віці від 18 років та старших — 89,8 чоловіків також старших 18 років.
Середній дохід на одне домашнє господарство  становив 50 685 доларів США (медіана — 35 179), а середній дохід на одну сім'ю — 61 285 доларів (медіана — 42 863). Медіана доходів становила 37 703 долари для чоловіків та 27 667 доларів для жінок. За межею бідності перебувало 21,2 % осіб, у тому числі 33,1 % дітей у віці до 18 років та 12,0 % осіб у віці 65 років та старших.
Цивільне працевлаштоване населення становило 1343 особи. Основні галузі зайнятості: виробництво — 26,4 %, освіта, охорона здоров'я та соціальна допомога — 22,6 %, роздрібна торгівля — 15,8 %.